# Société nancéienne
 (septembre 2024).
La Société Nancéienne est un constructeur automobile français.

## Production
La Société Nancéienne de Nancy a commencé à construire des véhicules en 1900. Le directeur général de la Société Nancéienne est M. Ponton d’Amécourt. L’ingénieur-conseil est M. Brillié, qui est l’un des associés de la réputée entreprise Gobron-Brillié.
En plus des camions, des bus ont également été produits. L’aide d’Eugène Brillié a été sollicitée pour la conception et la construction.
Du 16 au 24 novembre 1901, une exposition de moteurs et d’équipements fonctionnant à l’alcool dénaturé, organisée par le ministère de l’Agriculture, se tient au Grand Palais (Paris). Dans la catégorie des véhicules industriels, le meilleur résultat dans la catégorie des gros camions a été obtenu par la Société Nancéenne d’Automobiles . Ce camion pesait 2506 kilogrammes en ordre de marche. Avec une charge admissible de 3 371 kilogrammes, cela donne un poids total autorisé de 5 877 kilogrammes. Le moteur bicylindre avec deux pistons contrarotatifs dans un cylindre avait une cylindrée de 2260 cm³.
L’alésage avait un diamètre de 92 mm et la course ajoutée de 170 mm. (course unique par piston 85 mm)
Le régime de ralenti était de 300 tours par minute et la vitesse maximale était de 1200 tours par minute.
Le véhicule était équipé d’une boîte de vitesses à trois rapports. Des chaînes entraînaient les roues arrière du différentiel.
La vitesse maximale était de 15 km à l’heure. Le prix de vente à cette époque était de 13000 Francs .

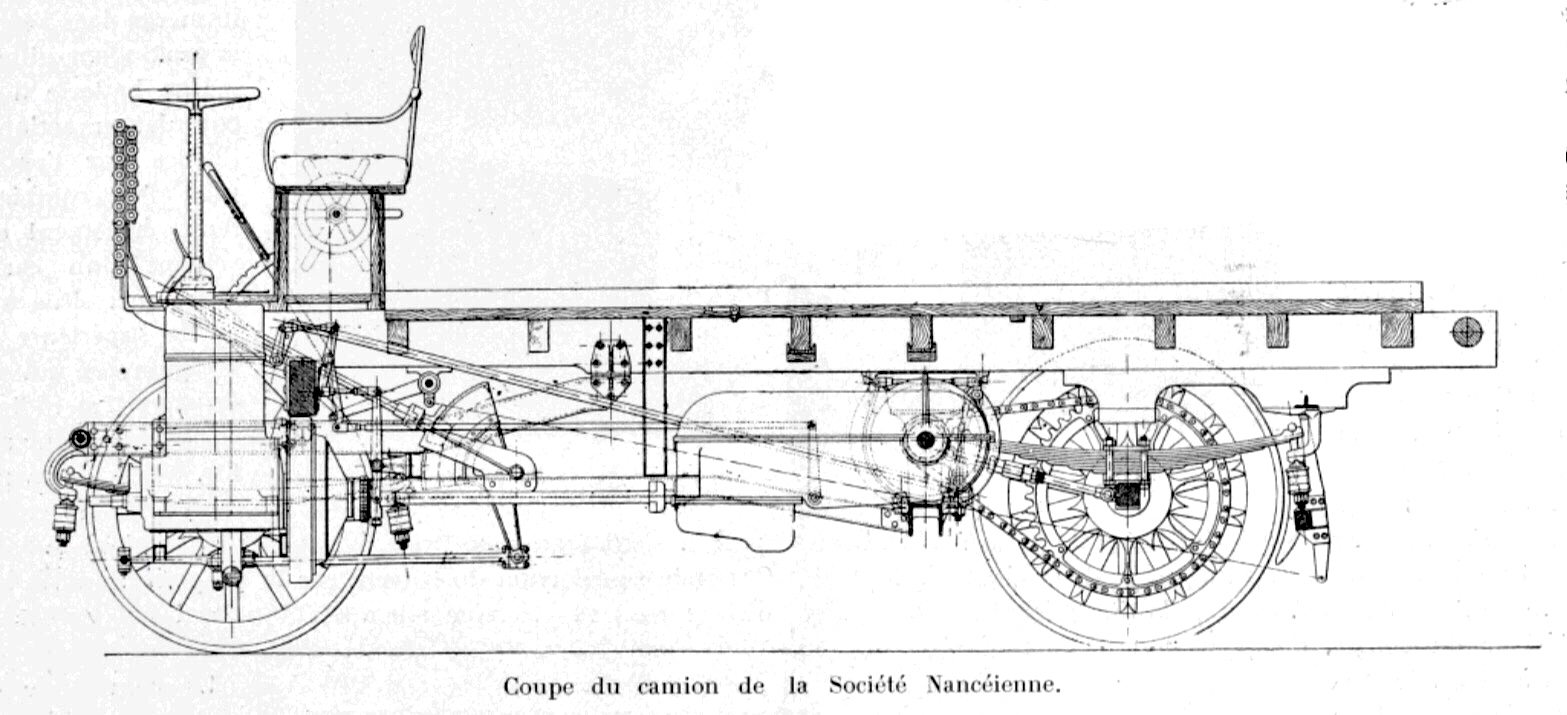
Camion Nancéienne (1901)
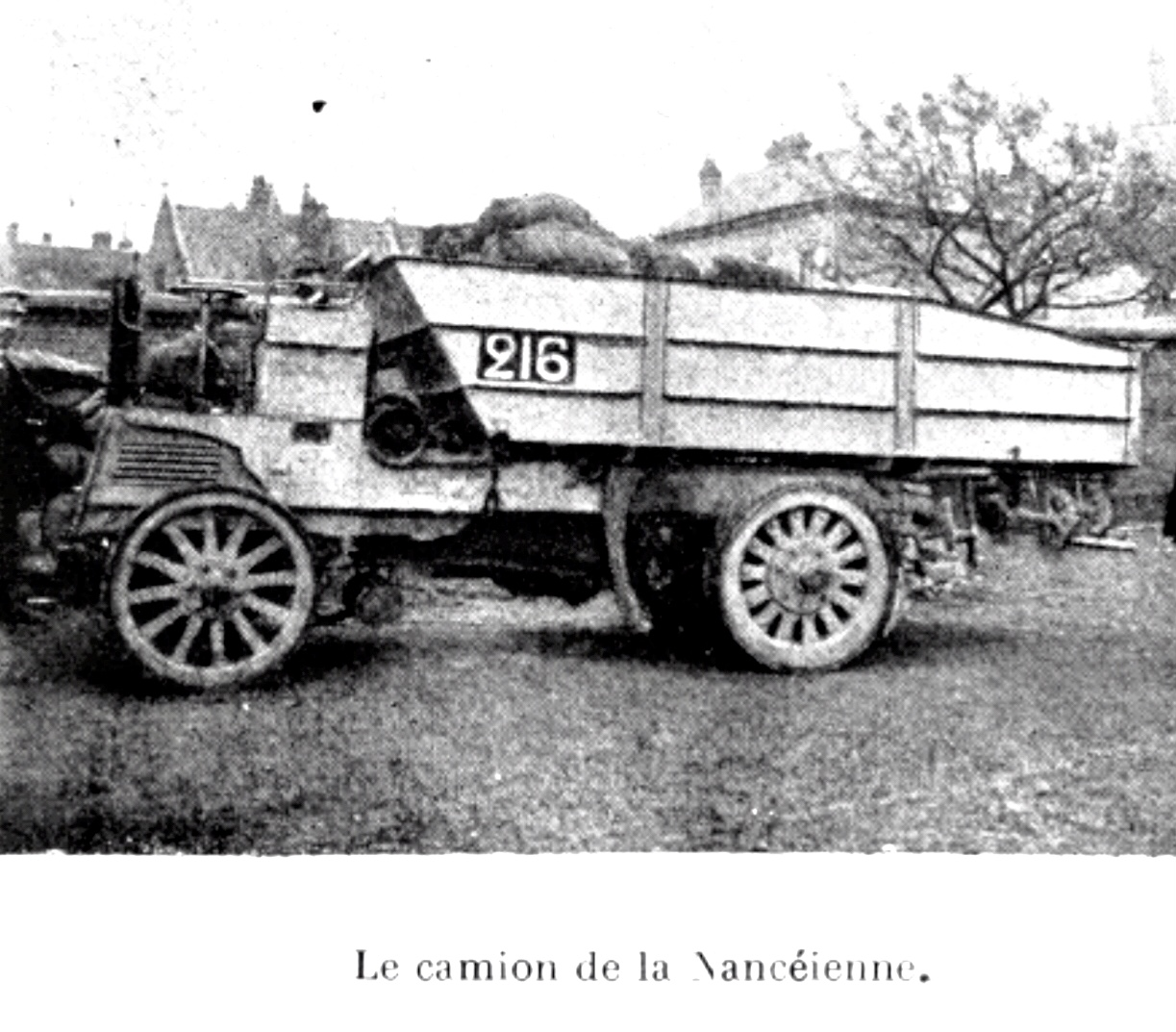
Camion à benne basculante Nancéienne (1902)